# 9-1-1

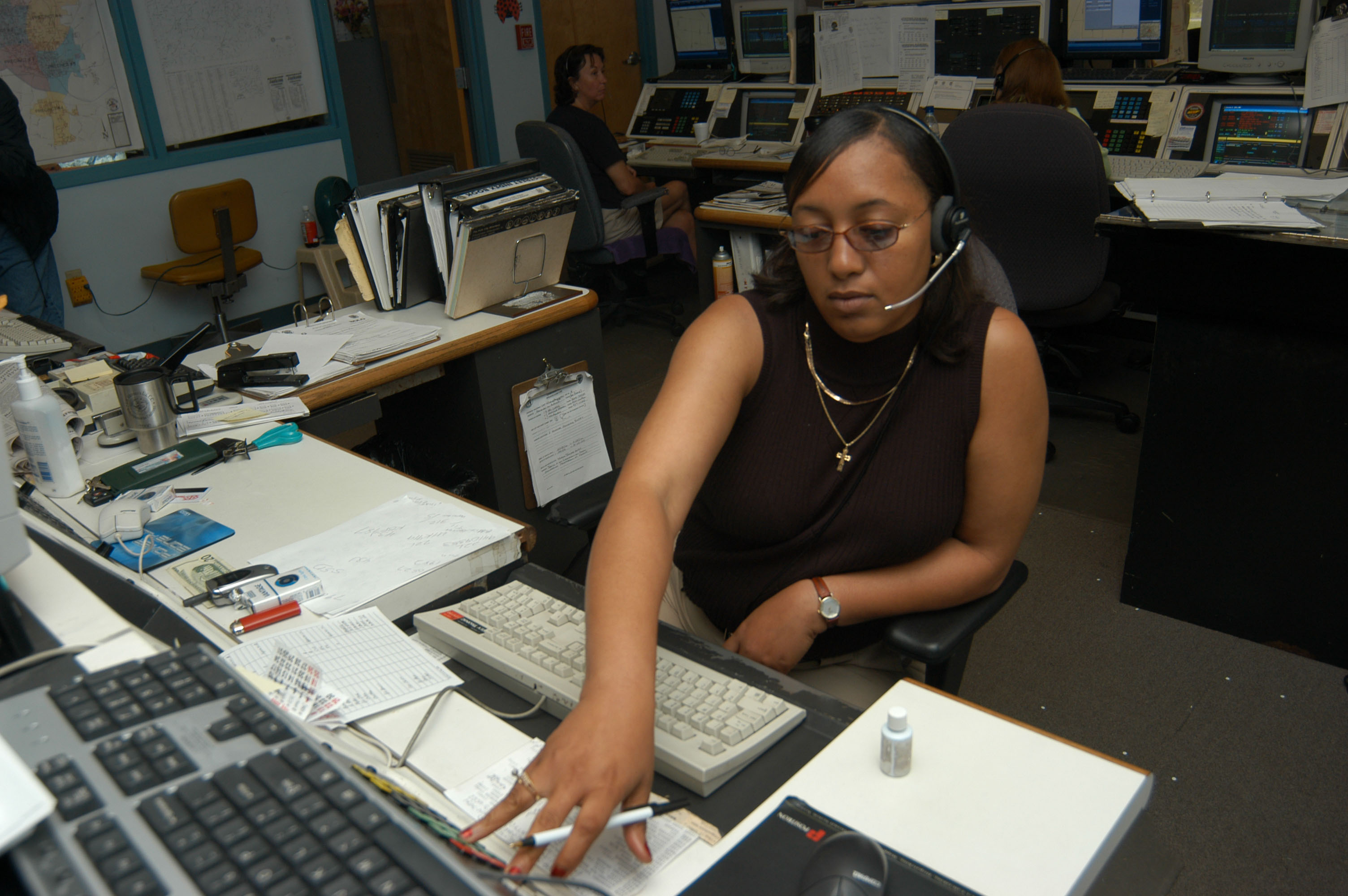
Một người điều khiển trả lời cuộc gọi khẩn cấp tại Trung tâm Xử lý 9-1-1 ở Jackson, Tennessee.

9-1-1 là số điện thoại khẩn cấp dành cho Kế hoạch Đánh số Bắc Mỹ (NANP), một trong tám mã N11. Giống như các số điện thoại khẩn cấp khác trên khắp thế giới, số điện thoại này chỉ dùng cho những trường hợp khẩn cấp, và sử dụng cho bất cứ mục đích nào khác (như gọi giả hoặc gọi trêu đùa) được coi là một tội phạm ở một số quyền hạn nhất định.
Tại Philippines, đường dây khẩn cấp 9-1-1 đã được công bố trước công chúng từ ngày 1 tháng 8 năm 2016, mặc dù nó đã lần đầu xuất hiện thành phố Davao. Đây là một trong những loại hình 9-1-1 đầu tiên tại khu vực châu Á Thái Bình Dương. Tại Hoa Kỳ, một số hãng vận tải trong đó có AT&T cũng sử dụng số khẩn cấp 9-1-1.